# „Успение Богородично“ Цалапица
“Успение Богородично”  или “Света Богородица” е бивш източноправославен храм в село Цалапица, община Родопи (община) на Пловдивската епархия на Българската православна църква  – Българска патриаршия, съграден в 1899 год. и разрушен напълно през 1966 год. от местната власт по инициатива на Българската комунистическа партия.Самият патриарх Кирил I идвал в селото, за да разубеди местната власт, но яростният атеизъм на цалапишките комунисти взема превес и в последствие храмът, който се е отличавал с благолепието, уникалната си архитектурна, историческа и духовна стойност, красивата си камбанария и утвар бил напълно сринат със земята.Тогавашният предлог за събарянето на храма е, че след строеж на голям ресторант в центъра на селото(понастоящем частен супермаркет) се обезличавало лицето на ресторанта и облика на централния площад.Всъщност според предания на съвременници реалната причина църквата да е разрушена е защото съществуването на две църкви в Цалапица предизвиквало политическо напрежение, тъй като в църквата “Света Богородица” се черкували монархистите и “стамболовистите”, а в по-стария храм в селото Свети Архангел Михаил (Цалапица) се черкували русофилите.Църквата “Св. Богородица” в селото има много богата история, колкото и самото село.В нея е служил от 1932 год. до убийството му от местните комунисти на 10.12.1944 год. - свещеномъченикът на православието отец Ангел Мирчев.След демократичните промени, многократно е повдиган въпросът за повторно изграждане на храма, но такава инициатива никой никога не е поел.Правото на собственост на поземления имот в чийто предели се намирал храмът е възстановено в полза на Българската православна църква – Българска патриаршия, и имотът преминава под патримониума на другия храм в селото - Свети Архангел Михаил.
През 2019 година е изграден малък параклис носещ името на разрушената църква - “Успение Богородично”.